# Llista d'asteroides/204001-204100
| Nom      | Designació provisional | Data de descobriment   | Lloc de descobriment | Descobridor/s  |
| -------- | ---------------------- | ---------------------- | -------------------- | -------------- |
| 204001 - | 2003 TV38              | 2 d'octubre de 2003    | Kitt Peak            | Spacewatch     |
| 204002 - | 2003 TT51              | 5 d'octubre de 2003    | Kitt Peak            | Spacewatch     |
| 204003 - | 2003 UQ7               | 16 d'octubre de 2003   | Kingsnake            | J. V. McClusky |
| 204004 - | 2003 UG9               | 18 d'octubre de 2003   | Socorro              | LINEAR         |
| 204005 - | 2003 UH13              | 17 d'octubre de 2003   | Anderson Mesa        | LONEOS         |
| 204006 - | 2003 UK14              | 16 d'octubre de 2003   | Kitt Peak            | Spacewatch     |
| 204007 - | 2003 UQ14              | 16 d'octubre de 2003   | Kitt Peak            | Spacewatch     |
| 204008 - | 2003 UR21              | 20 d'octubre de 2003   | Kingsnake            | J. V. McClusky |
| 204009 - | 2003 UD27              | 23 d'octubre de 2003   | Goodricke-Pigott     | R. A. Tucker   |
| 204010 - | 2003 US27              | 22 d'octubre de 2003   | Goodricke-Pigott     | R. A. Tucker   |
| 204011 - | 2003 UX29              | 23 d'octubre de 2003   | Goodricke-Pigott     | R. A. Tucker   |
| 204012 - | 2003 UW35              | 16 d'octubre de 2003   | Palomar              | NEAT           |
| 204013 - | 2003 UU38              | 27 d'octubre de 2003   | Ondřejov             | P. Kušnirák    |
| 204014 - | 2003 UA39              | 16 d'octubre de 2003   | Kitt Peak            | Spacewatch     |
| 204015 - | 2003 UK39              | 16 d'octubre de 2003   | Kitt Peak            | Spacewatch     |
| 204016 - | 2003 UW41              | 17 d'octubre de 2003   | Kitt Peak            | Spacewatch     |
| 204017 - | 2003 UM43              | 17 d'octubre de 2003   | Kitt Peak            | Spacewatch     |
| 204018 - | 2003 UE51              | 18 d'octubre de 2003   | Palomar              | NEAT           |
| 204019 - | 2003 UB61              | 16 d'octubre de 2003   | Palomar              | NEAT           |
| 204020 - | 2003 UJ61              | 16 d'octubre de 2003   | Anderson Mesa        | LONEOS         |
| 204021 - | 2003 UB64              | 16 d'octubre de 2003   | Anderson Mesa        | LONEOS         |
| 204022 - | 2003 UE65              | 16 d'octubre de 2003   | Palomar              | NEAT           |
| 204023 - | 2003 UX74              | 17 d'octubre de 2003   | Anderson Mesa        | LONEOS         |
| 204024 - | 2003 UU77              | 17 d'octubre de 2003   | Kitt Peak            | Spacewatch     |
| 204025 - | 2003 UA79              | 18 d'octubre de 2003   | Kitt Peak            | Spacewatch     |
| 204026 - | 2003 UN85              | 18 d'octubre de 2003   | Kitt Peak            | Spacewatch     |
| 204027 - | 2003 UJ88              | 19 d'octubre de 2003   | Anderson Mesa        | LONEOS         |
| 204028 - | 2003 US88              | 19 d'octubre de 2003   | Anderson Mesa        | LONEOS         |
| 204029 - | 2003 UK92              | 20 d'octubre de 2003   | Palomar              | NEAT           |
| 204030 - | 2003 UU92              | 20 d'octubre de 2003   | Palomar              | NEAT           |
| 204031 - | 2003 UP100             | 19 d'octubre de 2003   | Haleakala            | NEAT           |
| 204032 - | 2003 UO115             | 20 d'octubre de 2003   | Palomar              | NEAT           |
| 204033 - | 2003 UF118             | 17 d'octubre de 2003   | Anderson Mesa        | LONEOS         |
| 204034 - | 2003 UG131             | 19 d'octubre de 2003   | Palomar              | NEAT           |
| 204035 - | 2003 UP133             | 20 d'octubre de 2003   | Socorro              | LINEAR         |
| 204036 - | 2003 UX140             | 16 d'octubre de 2003   | Palomar              | NEAT           |
| 204037 - | 2003 UE152             | 21 d'octubre de 2003   | Kitt Peak            | Spacewatch     |
| 204038 - | 2003 UP152             | 21 d'octubre de 2003   | Palomar              | NEAT           |
| 204039 - | 2003 UJ155             | 20 d'octubre de 2003   | Socorro              | LINEAR         |
| 204040 - | 2003 UW158             | 20 d'octubre de 2003   | Kitt Peak            | Spacewatch     |
| 204041 - | 2003 UE165             | 21 d'octubre de 2003   | Palomar              | NEAT           |
| 204042 - | 2003 UY170             | 19 d'octubre de 2003   | Kitt Peak            | Spacewatch     |
| 204043 - | 2003 UY177             | 21 d'octubre de 2003   | Palomar              | NEAT           |
| 204044 - | 2003 UZ185             | 22 d'octubre de 2003   | Socorro              | LINEAR         |
| 204045 - | 2003 UN194             | 20 d'octubre de 2003   | Socorro              | LINEAR         |
| 204046 - | 2003 UG209             | 23 d'octubre de 2003   | Anderson Mesa        | LONEOS         |
| 204047 - | 2003 UY212             | 23 d'octubre de 2003   | Kitt Peak            | Spacewatch     |
| 204048 - | 2003 UY220             | 22 d'octubre de 2003   | Kitt Peak            | Spacewatch     |
| 204049 - | 2003 UV223             | 22 d'octubre de 2003   | Socorro              | LINEAR         |
| 204050 - | 2003 UQ230             | 23 d'octubre de 2003   | Kitt Peak            | Spacewatch     |
| 204051 - | 2003 UW230             | 24 d'octubre de 2003   | Socorro              | LINEAR         |
| 204052 - | 2003 UK232             | 24 d'octubre de 2003   | Socorro              | LINEAR         |
| 204053 - | 2003 UX236             | 23 d'octubre de 2003   | Kitt Peak            | Spacewatch     |
| 204054 - | 2003 UG237             | 23 d'octubre de 2003   | Haleakala            | NEAT           |
| 204055 - | 2003 UM237             | 23 d'octubre de 2003   | Haleakala            | NEAT           |
| 204056 - | 2003 US245             | 24 d'octubre de 2003   | Socorro              | LINEAR         |
| 204057 - | 2003 UK256             | 25 d'octubre de 2003   | Socorro              | LINEAR         |
| 204058 - | 2003 UJ257             | 25 d'octubre de 2003   | Socorro              | LINEAR         |
| 204059 - | 2003 UV261             | 26 d'octubre de 2003   | Kitt Peak            | Spacewatch     |
| 204060 - | 2003 UA263             | 27 d'octubre de 2003   | Kitt Peak            | Spacewatch     |
| 204061 - | 2003 UQ270             | 17 d'octubre de 2003   | Palomar              | NEAT           |
| 204062 - | 2003 UX271             | 28 d'octubre de 2003   | Socorro              | LINEAR         |
| 204063 - | 2003 US278             | 25 d'octubre de 2003   | Socorro              | LINEAR         |
| 204064 - | 2003 UU290             | 23 d'octubre de 2003   | Kitt Peak            | Spacewatch     |
| 204065 - | 2003 UQ295             | 16 d'octubre de 2003   | Kitt Peak            | Spacewatch     |
| 204066 - | 2003 UY296             | 16 d'octubre de 2003   | Kitt Peak            | Spacewatch     |
| 204067 - | 2003 UB300             | 16 d'octubre de 2003   | Palomar              | NEAT           |
| 204068 - | 2003 UY307             | 18 d'octubre de 2003   | Kitt Peak            | Spacewatch     |
| 204069 - | 2003 UR316             | 27 d'octubre de 2003   | Kitt Peak            | Spacewatch     |
| 204070 - | 2003 UU336             | 18 d'octubre de 2003   | Kitt Peak            | Spacewatch     |
| 204071 - | 2003 UG379             | 22 d'octubre de 2003   | Apache Point         | SDSS           |
| 204072 - | 2003 US398             | 22 d'octubre de 2003   | Apache Point         | SDSS           |
| 204073 - | 2003 VS7               | 15 de novembre de 2003 | Kitt Peak            | Spacewatch     |
| 204074 - | 2003 VR11              | 1 de novembre de 2003  | Socorro              | LINEAR         |
| 204075 - | 2003 WK                | 16 de novembre de 2003 | Catalina             | CSS            |
| 204076 - | 2003 WX15              | 16 de novembre de 2003 | Kitt Peak            | Spacewatch     |
| 204077 - | 2003 WK16              | 16 de novembre de 2003 | Kitt Peak            | Spacewatch     |
| 204078 - | 2003 WX16              | 18 de novembre de 2003 | Palomar              | NEAT           |
| 204079 - | 2003 WA19              | 19 de novembre de 2003 | Socorro              | LINEAR         |
| 204080 - | 2003 WX26              | 16 de novembre de 2003 | Kitt Peak            | Spacewatch     |
| 204081 - | 2003 WX27              | 16 de novembre de 2003 | Kitt Peak            | Spacewatch     |
| 204082 - | 2003 WK32              | 18 de novembre de 2003 | Kitt Peak            | Spacewatch     |
| 204083 - | 2003 WE34              | 19 de novembre de 2003 | Kitt Peak            | Spacewatch     |
| 204084 - | 2003 WG39              | 19 de novembre de 2003 | Kitt Peak            | Spacewatch     |
| 204085 - | 2003 WY47              | 18 de novembre de 2003 | Kitt Peak            | Spacewatch     |
| 204086 - | 2003 WT53              | 20 de novembre de 2003 | Socorro              | LINEAR         |
| 204087 - | 2003 WU54              | 20 de novembre de 2003 | Socorro              | LINEAR         |
| 204088 - | 2003 WW57              | 18 de novembre de 2003 | Kitt Peak            | Spacewatch     |
| 204089 - | 2003 WV59              | 18 de novembre de 2003 | Kitt Peak            | Spacewatch     |
| 204090 - | 2003 WW63              | 19 de novembre de 2003 | Kitt Peak            | Spacewatch     |
| 204091 - | 2003 WX69              | 19 de novembre de 2003 | Kitt Peak            | Spacewatch     |
| 204092 - | 2003 WZ69              | 19 de novembre de 2003 | Campo Imperatore     | CINEOS         |
| 204093 - | 2003 WX70              | 20 de novembre de 2003 | Socorro              | LINEAR         |
| 204094 - | 2003 WW77              | 20 de novembre de 2003 | Catalina             | CSS            |
| 204095 - | 2003 WL79              | 20 de novembre de 2003 | Socorro              | LINEAR         |
| 204096 - | 2003 WP79              | 20 de novembre de 2003 | Socorro              | LINEAR         |
| 204097 - | 2003 WD80              | 20 de novembre de 2003 | Socorro              | LINEAR         |
| 204098 - | 2003 WM86              | 21 de novembre de 2003 | Socorro              | LINEAR         |
| 204099 - | 2003 WC99              | 20 de novembre de 2003 | Socorro              | LINEAR         |
| 204100 - | 2003 WO99              | 20 de novembre de 2003 | Socorro              | LINEAR         |